# Katedra Imienia Najświętszej Marii Panny w Mińsku
Katedra Imienia Najświętszej Marii Panny (biał. Архікатэдральны касцёл Найсвяцейшага Імя Найсвяцейшай Панны Марыі ў Мінску) – rzymskokatolicki kościół katedralny w Mińsku i zarazem centrum życia religijnego mińskich katolików.

## Historia

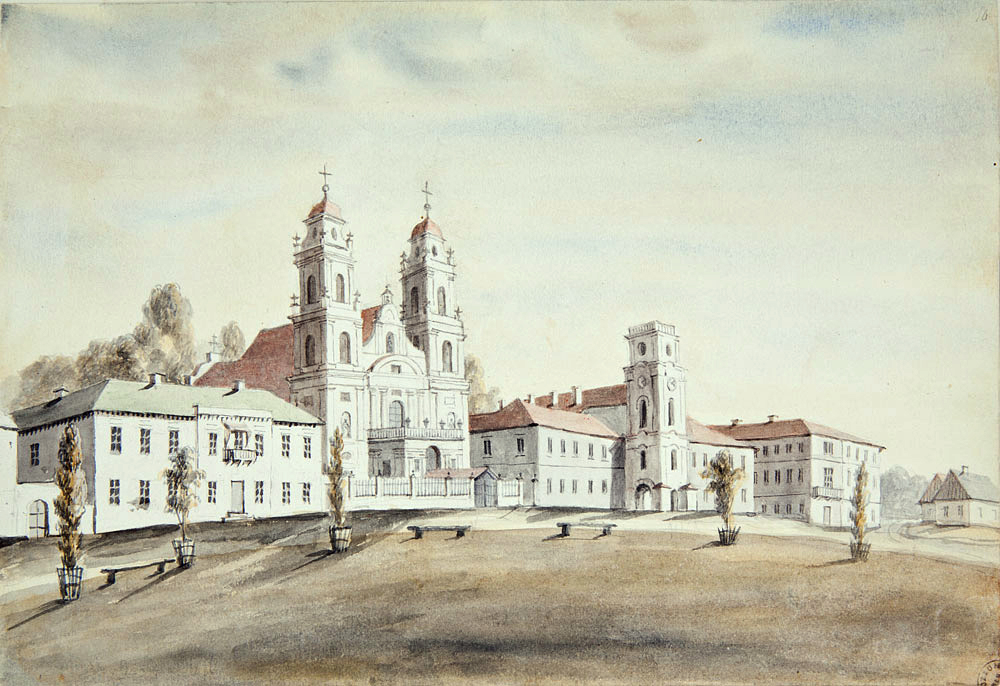
Wysoki Rynek, rys. Napoleona Ordy, XIX wiek

W 1656 roku do Mińska przybyli jezuici. Dla ich misji został przeznaczony wykupiony pałac z drewnianym kościółkiem w południowo-zachodniej części Wysokiego Rynku. Na sejmiku 1 grudnia 1694 roku obywatele województwa mińskiego pod przewodnictwem starosty mińskiego Krzysztofa Zawiszy postanowili przekazać 10 groszy polskich od dymu na budowę kościoła. W dniu 25 kwietnia 1700 roku kamień węgielny pod przyszłą świątynię został poświęcony przez Antoniego Brzostowskiego, ówczesnego superiora jezuitów. Prace prowadzono w szybkim tempie i już w 1705 roku postawiono dach i sklepienie. Dnia 31 lipca 1709 roku, w święto patrona zakonu jezuitów Ignacego Loyoli, kościół został poświęcony pod wezwaniem Najświętszej Maryi Panny, Pana Jezusa i św. Barbary. Konsekracji dokonał biskup wileński Konstanty Kazimierz Brzostowski 16 marca 1710 roku w obecności przebywających wówczas w Mińsku generałów wojska rosyjskiego, walczącego w obronie praw do tronu Augusta II: Szeremietiewa, Güntera Brussa, Göltza Wołkońskiego i innych. Do wykończenia świątyni przyczynili się Cieklewicz i Junkiewicz, jezuita Jakub Wołodkowicz, Franciszek Wołodkowicz, kanonik smoleński Mikołaj Przeradowski, sędzia grodzki miński Adam Swołyński, biskup wileński Konstanty Kazimierz Brzostowski, wojewoda miński Krzysztof Zawisza, rody Zawiszów, Bykowskich i Wołodkowiczów. W 1711 roku zbudowano zakrystię i drugą małą zakrystię przy kaplicy. W 1712 roku starosta Krzysztof Zawisza ofiarował relikwie św. Felicjana otrzymane od papieża Klemensa XI w 1700 roku. Przeniesiono je w uroczystej procesji 5 lutego 1713 roku. W latach 1719–1721 zbudowano nową większą zakrystię, zburzono następnie starą i na jej miejscu zbudowano kaplicę św. Felicjana, którego relikwie wniesiono do niej w styczniu 1722 roku. Wkrótce pochowano w niej jej fundatora Krzysztofa Zawiszę. W 1722 roku zbudowano ołtarz główny. W 1728 stanęła ambona. W 1730 roku wymurowano dwie wieże na fasadzie. W 1749 na wieży zawieszono wielki dzwon przywieziony z Królewca, który ufundowali bracia kasztelan witebski Józef Sołłohub i generał Antoni Sołłohub. 5 maja 1749 r. w kościele pochowano podskarbiego wielkiego litewskiego Jana Michała Sołłohuba. W 1754 roku pokryto dach kościoła dachówką holenderską, a dach kaplicy św. Felicjana obito blachą.
W 1773 roku nastąpiła kasata zakonu jezuickiego. Majątek przejęła Komisja Edukacji Narodowej, która utworzyła w Mińsku szkołę podwydziałową i zatrudniła w niej kilku jezuitów jako nauczycieli. Pozostali zakonnicy opuścili Mińsk i przenieśli się do Połocka na terenie ówczesnej Rosji, gdzie biskup Stanisław Bohusz Siestrzeńcewicz na polecenie Katarzyny II otworzył dla nich nowicjat. Siedemnastu z nich pozostało w Mińsku w charakterze kapłanów świeckich i wykładowców w byłym kolegium jezuickim. Kościół zakonny przekształcono w parafialny. W 1780 roku zreperowano fasadę i wieże. W 1792 roku wojska rosyjskie zajęły miasto. W 1797 roku świątynia pojezuicka ucierpiała na skutek pożaru. Uratowane obrazy i relikwie św. Felicjana przeniesiono do klasztoru benedyktynek.
29 lipca 1798 roku nuncjusz Wawrzyniec Litta dekretem In omnes agri Dominici partes erygował diecezję mińską. Kościół pojezuicki został wyznaczony na katedrę pod wezwaniem Imienia Marii i na nowo uposażony przez cara Pawła I ukazem z 28 kwietnia 1798 roku. Dzięki staraniom pierwszego biskupa mińskiego, Jakuba Ignacego Dederko, katedra została wyremontowana, a jej wnętrze ozdobiono późnobarokową polichromią. Od 1800 roku w świątyni odbywały się nabożeństwa, a remont został ukończony w 1803 roku. W latach 1853–1854 wyremontowano cały zespół, usuwając dwie ambony przy tęczy, a dano jedną przy filarze, odświeżono freski.
W 1869 w wyniku likwidacji biskupstwa w Mińsku, świątynię zdegradowano do siedziby parafii. W listopadzie 1917 roku, gdy diecezja mińska została reaktywowana, kościołowi pojezuickiemu przywrócono rangę katedry. 27 lutego 1918 roku w katedrze uroczyście pochowano pułkownika Bolesława Mościckiego. 
W 1920 roku władze sowieckie aresztowały i zesłały biskupa Zygmunta Łozińskiego, a w 1934 roku zamknęły katedrę. Do czasu ataku Niemiec na Związek Radziecki w 1941 roku podczas II wojny światowej kościół wykorzystywany był jako garaż. W 1941 roku niemiecka administracja okupacyjna zwróciła go wiernym, jednak po wojnie, w 1947 roku władze sowieckie ponownie go zamknęły. W 1951 roku dokonano przebudowy, rozbierając wieże i zmieniając wygląd fasady – budynek przekształcono w siedzibę towarzystwa sportowego "Spartak", co nie przeszkodziło władzom wpisać go na listę dziedzictwa narodowego Białoruskiej SRR. Elewacje boczne i absyda zostały jednak nie zmienione.
Na początku lat dziewięćdziesiątych XX wieku na drugim piętrze budynku znów odbywały się nabożeństwa katolickie aż do całkowitego przekazania świątyni katolikom 15 grudnia 1993 roku. Rozpoczęły się wówczas prace restauracyjne, w trakcie których przywrócono pierwotny wygląd fasady, usunięto podziały wewnętrzne i odbudowano dwie wysokie wieże. Nowy ołtarz zaprojektował prof. Wiktor Zin z Krakowa. 21 października 1997 roku legat papieża Jana Pawła II, kardynał Kazimierz Szoka uroczyście dokonał ponownego poświęcenia katedry.

## Architektura
Kościół zbudowano w stylu baroku, w porządku jońskim. Posiada on dwie czterokondygnacyjne czworoboczne wieże, na których zawieszone były dzwony: św. Jakub, ważący 350 pudów (5733 kg), św. Felicjan – 250 pudów (4095 kg), św. Tadeusz – 48 pudów i 20 funtów (794,35 kg), św. Kazimierz – 20 pudów (327,6 kg), sygnaturka ważyła jeden pud (16,38 kg). Dzwony Jakub i Felicjan uchodziły za największe na Litwie. Dach świątyni pokryty był blachą. Główną fasadę świątyni zdobiły figury Najświętszej Marii Panny i św. Apostołów Piotra i Pawła. Przed wejściem znajdował się murowany arkadowy krużganek, kryty blachą. Rozpoczynał się od linii Wysokiego Rynku, ciągnął się do ściany kościelnej. Jego długość wynosiła kilkanaście łokci. Ściany krużganka wykonane były z żelaznych krat z przerwami na bramę i furtkę.
Za przedsionkiem znajdowała się kruchta, której ściany i sklepienie były ozdobione freskami z zastosowaniem metody optycznej. W kruchcie mieścił się niewielki drewniany ołtarz w stylu korynckim. Ołtarz był lakierowany i ozdobiony rzeźbą. Umieszczono w nim obraz św. Jana Chrzciciela. Z boku ołtarza, na schodach, znajdowała się kamienna chrzcielnica w kształcie wazonu. W jej wnętrzu umieszczono wykonane z miedzi naczynie z globusem, nad którym znajdował się biały Baranek snycerskiej roboty. Miejsce, gdzie znajdowała się chrzcielnica, oddzielone było żelaznym łańcuchem.
Wnętrze świątyni zostało wykończone w porządku korynckim. Sklepienie oparto na sześciu grubych kolumnach. Wyrzeźbione w drewnie kapitele były pozłocone i polakierowane. Przed kolumnami umieszczono ołtarze z drewnianymi i polakierowanymi na biało rzeźbami św. Apostołów. W połowie wysokości ścian, wokół kolumn, była zbudowana galeria, która otaczała kościół do prezbiterium. Galerię wykonano w drewnie, polakierowano na biało, jej fragmenty pozłocono. Na dwóch kolumnach bocznych przed prezbiterium były zbudowane dwie kazalnice i dwa górne ołtarze św. Apostołów Piotra i Pawła, przed którymi zawieszone były dwa srebrne kaganki. Wejścia na kazalnice były ozdobione różnokolorowymi latarniami. Przy filarach ustawiono pomalowane na kolor mahoniowy dębowe ławki. Posadzka została wyłożona marmurem. Na chórze mieściły się dwudziestoczterogłosowe organy, ozdobione tarczami herbowymi Cesarstwa Rosyjskiego, a także guberni mińskiej i jej dziesięciu powiatów. Na ścianach świątyni były zawieszone dużych rozmiarów obrazy, przedstawiające stacje drogi krzyżowej. Przy ścianach ustawiono konfesjonały, pomalowane na mahoń i ozdobione złoceniami. U sklepienia zawieszono dziewięć brązowych żyrandoli. Sklepienie zostało pokryte freskami pędzla mistrza Antoszewskiego.
Główny ołtarz został zbudowany w porządku korynckim, miał cztery kolumny z kapitelami. Z obu stron między kolumnami zawieszono po trzy srebrne kagańce. Siedem srebrnych kagańców utrzymywało rzeźbiony żyrandol, zawieszony u sufitu. Ołtarz był pomalowany na kolor mahoniowy. Został ozdobiony złoconymi rzeźbami. Między kolumnami – na całej długości ściany – oraz pod mensą zostały umieszczone tafle zwierciadeł. Cyborium było pozłocone i ozdobione mozaiką i rzeźbami. Druga, wyższa, część ołtarza, nazywana Lorettem, posiadała ozdobną mensę, która była przeznaczona dla odprawiania mszy przez zwyczajnych kapłanów. Do tego ołtarza z obu stron za kolumnami prowadziły schody. Nad mensą zawieszony był zdobiony obraz Matki Bożej. Za nim mieścił się kolorowy witraż, przedstawiający promienie. Nad Lorettem była zbudowana kopuła, którą podtrzymywały cztery pilastry w stylu jońskim. Na bocznych ścianach – po obu stronach głównego ołtarza – były zawieszone portrety papieża Piusa VI i biskupa mińskiego Jakuba Dederki.
W prezbiterium stały stalle i ławki dla kleru. Nad nimi w XIX wieku były zawieszone oprawione w złote ramy portrety Pawła I i Aleksandra I. Z jednej strony stalle kończyły się tronem biskupim, z drugiej – ozdobioną biskupimi godłami katedrą, przeznaczoną dla odprawiania przezeń codziennej modlitwy.
Katedra posiadała dwie kaplice, ulokowane za arkadami. Miały murowane ołtarze i były ozdobione gipsowymi rzeźbami. Nakryte były kopułami pokrytymi malowidłami, które przedstawiały sceny z Pisma Świętego. Z prawej strony ulokowana była kaplica św. Felicjana Męczennika, patrona Mińska. Znajdowała się w niej srebrna trumna z relikwiami świętego, nad którą ustawiono figurę Ukrzyżowanego Chrystusa. Z lewej strony mieściła się kaplica z obrazami Marii Panny w bogatej szacie i św. Barbary.
Zakrystia zajmowała dwa pomieszczenia. Na jej ścianach były zawieszone portrety osób, będących w składzie kapituły mińskiej, oraz darczyńców, którzy przyczynili się do odbudowy świątyni. W zakrystii były przechowywane srebra kościelne do celebracji mszy.
Po lewej stronie kościoła zachował się budynek dawnej szkoły jezuickiej z 1699 roku, którą po kasacie zakonu zamieniono w świecką, a następnie około 1799 roku przebudowano na siedzibę rosyjskiego gubernatora. W latach 1919–1934 mieściła się tu siedziba władz sowieckiej Białorusi, a następnie szkoła muzyczna, na potrzeby której w 1968 roku nadbudowano drugie piętro i zmieniono wygląd fasady.
Do katedry mińskiej należał murowany dwupiętrowy dom ulokowany z prawej strony świątyni na wysokości absydy. W chwili erekcji diecezji mińskiej w 1798 roku dom był w ruinie. Odrestaurowany dzięki staraniom biskupa Jakuba Dederki został przeznaczony na mieszkania duchownych, wchodzących w skład konsystorza.